# Lost Generation (Afrika Bambaataa)
Lost Generation è un album di Afrika Bambaataa.

## Tracce
1. Lost Generation
2. Bang Bang
3. Sex Is The Best
4. Who's in the House
5. Blown Up (Bring the Ruckus)
6. Rock Whatcha Got
7. Suffer
8. Rock Whatcha Got
9. Do the Wrong Thang
10. Planet Rock '96
11. For What It's Worth
12. What More U Want
13. Ominous Isthmus